# 潮来笠
『潮来笠』（いたこがさ）は、1960年7月5日に日本ビクター（現：JVCケンウッド）の音楽レコード事業部のビクターレコード（現：JVCケンウッド・ビクターエンタテインメント）より発売された橋幸夫のデビューシングル。1961年には本作を基にした同題の映画『潮来笠』が公開された。

## 概要
- 橋幸夫のデビュー曲であり、股旅曲の代表的な作品である。累計で約120万枚を売り上げた[2]。作詞、作曲は橋の恩師にあたる佐伯孝夫と吉田正。
- 恩師の吉田によれば、『潮来笠』は、ビクターを代表する作詞家佐伯孝夫が、「ふさわしい歌い手がでてくるまでと、永年、あたためられていたテーマ」としている[3]。もともと、佐伯が、茨城の潮来水郷へ訪れた時に、その情景にひかれて作りあげた作品であったが[4]、「この作品を歌うぴったりの歌手が見当たらない」まま「3年もの間あたためていた」時に、橋幸夫がビクターの専属歌手オーディションに受かり入社してきた。
- 橋のレッスンを見た佐伯が、「いかにも高校生らしく、....健康な素直さにあふれている」と悟り、橋に提供することを決めた[5]とされている。
- 一時は、ビクターのベテラン歌手小畑実に提供する案もあったとされる[6]。
- 楽譜を手渡された橋は、「潮来笠」を「シオクルカサ」と読んで、吉田に「これは地名で『いたこがさ』だよ」と教えられたエピソードを明かしている[7]。また「こんな歌売れるのかな....と思った」ことも記している[7]。
- デビュー前の6月26日に、ロッテ歌のアルバム（KRテレビ）の新人紹介に出演し[8]「潮来笠」を唄ったが、その直後から、橋の実家（富士越呉服店）やビクターに問合せの電話が殺到し、このため予定より1か月早めて7月5日にレコード発売となった。初回プレスは発売当日に売り切れになるほどの大騒ぎとなり[9]、秋にはビクターが「他の音盤のプレスを止めて、『潮来笠』オンリーで取りかからねば追いつかない」状況となった[10]。
- 本楽曲の三味線伴奏には市丸の実妹である静子が加わっており、その後も静子とは股旅ものでは何度か共演している。
- 橋は本楽曲で第2回日本レコード大賞の新人賞を受賞した。なお、後に橋は1962年の第4回に「いつでも夢を」で、1966年の第8回に「霧氷」でそれぞれ大賞を受賞しているため、史上初の新人賞と大賞の2冠となっている(当時は最優秀新人賞と最優秀歌唱賞は存在しなかったため、主要な賞は新人賞と大賞のみだった）。
- 橋は本楽曲で1960年の第11回NHK紅白歌合戦に初出場を果たした。また、紅白では1973年の第24回NHK紅白歌合戦でも歌唱されている。
- 翌1961年には本楽曲をモチーフにした同名の映画『潮来笠』が小林勝彦の主演によって公開、橋自身もゲスト出演した。
- 2005年の第56回NHK紅白歌合戦に際して、NHKが実施した「スキウタ〜紅白みんなでアンケート〜」では、本楽曲が白組の68位にランクインした。
- 2005年7月には橋のデビュー45周年を記念して本楽曲の舞台になった茨城県潮来市の前川あやめ園に本楽曲の一番の歌詞が刻まれた歌碑が建てられた[11]。同公園にはさらに、映画「潮来笠」で橋が演じた潮来の伊太郎をモチーフとしたブロンズ像、「潮来笠」「伊太郎旅唄」「いつでも夢を」「恋のメキシカンロック」「盆ダンス」の5曲が流れるジュークボックスのセットも設置された。
- c/wの「伊太郎旅唄」も佐伯・吉田による作品。こちらもヒットし、B面曲にもかかわらず「吉田正大全集」[12]や「全音歌謡曲大全集第3巻」[13]にヒット曲として「潮来笠」とともに楽譜が掲載されている。
- 海外ではマレーシアの歌手荘学忠や譚俊によって、またシンガポールでは黄清元によって『梦在你怀中』と言うタイトルでカヴァーされている。その為、同国の国民の間では愛されている名曲になっている。

## 収録曲
- 全曲作詞：佐伯孝夫／作・編曲：吉田正

1. 潮来笠
2. 伊太郎旅唄

## 共演
- 静子（三味線）〜市丸妹〜
- 豊宏（三味線）

## カバー
- フランク永井（アルバム『ザ・カバーズ(歌謡曲・演歌)』収録）
- 青江三奈（アルバム『盛り場流し唄 』収録）
- 古都清乃（アルバム『古都清乃ベストアルバム 〜歌手生活50周年記念盤〜』収録）
- 藤圭子（アルバム『聞いて下さい私の人生〜藤圭子コレクション』収録）
- 五木ひろし（アルバム『股旅』収録）
- 天童よしみ（アルバム『吉田正トリビュートアルバム 15の宝石』収録）
- 氷川きよし（アルバム『股旅演歌名曲選』収録）
- 三山ひろし（アルバム『歌い継ぐ！昭和の流行歌III』収録）
- 福田こうへい（アルバム『演歌夢語り』収録）

## 日本国外の主なカバー
- 陳一郎(台湾語) - 「彼個小姑娘」

## 映画版
映画は1961年1月27日に大映系で公開。モノクロ・大映スコープ・75分。この作品のビデオソフトは1999年1月8日に発売された（規格：VHS、廃盤）。2020年5月29日、橋のデビュー60周年を記念して初のDVD化（角川書店）。

### スタッフ
- 製作：武田一義
- 企画：財前定生
- 脚本：西村八郎
- 監督：井上昭
- 撮影：牧浦地志
- 音楽：小川寛興
- 美術：西岡善信
- 照明：古谷賢次
- 録音：長岡栄
- 編集：谷口孝司
- スチル：杉山卯三郎

### 出演者
- 潮来の伊太郎：小林勝彦
- お加代：近藤美恵子
- おみね：小桜純子
- 金平金九郎：丹羽又三郎
- 料亭の女お米：藤原礼子
- 関宿の久衛門：舟木洋一
- 笹川の繁蔵：香川良介
- 乾分政吉：水原浩一
- 手賀沼の甚六：尾上栄五郎
- 乾分助蔵：越川一
- 関宿の乾分半次：浜田雄史
- 島村の源五郎：清水元
- 川千鳥の新助：橋幸夫
- 手画沼の乾分吉松：大杉潤
- 渡世人一：沖時男
- 三ン下奴茂十：木村玄
- 弟 熊八：藤春保
- 三ン下奴為吉：井手野憲治
- 壺振りの男：有村淳
- 居酒屋の小女：神脇絵須子